# Forte dei Marmi
Forte dei Marmi é uma comuna italiana da região da Toscana, província de Lucca, com cerca de 8.280 habitantes. Estende-se por uma área de 9 km², tendo uma densidade populacional de 920 hab/km². Faz fronteira com Montignoso (MS), Pietrasanta, Seravezza.

## Demografia
| Variação demográfica do município entre 1861 e 2011                               |
|                                                                                   |
| Fonte: Istituto Nazionale di Statistica (ISTAT) - Elaboração gráfica da Wikipedia |